# DirectSong
DirectSong ist eine Schnittstelle für Computerspiele, die es ermöglicht, Musik einzubinden, die zusätzlich zum bestehenden Soundtrack abgespielt wird. Die im Windows Media Audio (kurz WMA) gespeicherte und mit DRM geschützte Musik lässt sich auf der Portalseite von DirectSong erwerben bzw. herunterladen. Das System funktioniert nur ab Windows XP und Windows Media Player 9.

## Unterstützte Spiele
- Guild Wars
- Guild Wars: Factions
- Guild Wars: Nightfall
- Guild Wars: Eye of the North
- Prey
- The Elder Scrolls 3: Morrowind
- The Elder Scrolls 4: Oblivion
- Dungeon Siege 2
- Warhammer: Mark of Chaos

## Komponisten
- Jeremy Soule

## Veröffentlichungen
- Guild Wars – Special Edition Soundtrack
- Guild Wars – Sorrow’s Furnace Music Add-On (kostenlos)
- Guild Wars – Battle Pak 1
- Guild Wars – Factions Special Edition Soundtrack
- Supreme Commander – Original Soundtrack
- The Elder Scrolls 3: Morrowind – Special Edition Soundtrack
- The Elder Scrolls 4: Oblivion – Official Soundtrack
- Prey Vol 1 und 2